# Over (Hey! Say! JUMP)
Over è un brano musicale della boy band giapponese Hey! Say! JUMP, pubblicato come loro sesto singolo il 29 giugno 2011. Il singolo ha raggiunto la vetta della classifica Oricon dei singoli più venduti in Giappone ed ha venduto 297,804 copie nella prima settimana 265 390 copie

## Tracce
Edizione regolare
1. OVER
2. Aiing ~Aishiteru~ (愛ing-アイシテル-)
3. You got more (ユー・ガッタ・モール) (Hey! Say! 7)
4. Screw (Hey! Say! BEST)
5. OVER (original karaoke) (オリジナル・カラオケ)
6. Ai ing-Aishiteru- (original karaoke) (愛ing-アイシテル-(オリジナル・カラオケ))
7. You Got More (original karaoke) (ユー・ガッタ・モール(オリジナル・カラオケ))
8. Screw (original karaoke) (オリジナル・カラオケ)

Edizione limitata A
CD
1. OVER
2. OVER (original karaoke)

DVD
1. "OVER (video clip + making)

Limited limitata B
CD
1. OVER
2. Born in the EARTH

DVD
1. Ai ing-Aishiteru- (video clip) (愛ing-アイシテル-)

## Classifiche
| Classifica (2012)                  | Posizione più alta |
| ---------------------------------- | ------------------ |
| Giappone (Oricon)                  | 1                  |
| Giappone (Billboard Japan Hot 100) | 1                  |